# Coaley
Coaley is een civil parish in het bestuurlijke gebied Stroud, in het Engelse graafschap Gloucestershire met 766 inwoners.
Coaley heeft een voetbal team genaamd: Coaley Rovers zij zijn ookwel bekend als de Coaley Crows. Zij spelen in de Stroud District League. Er is ook een Coaley Cricket Club (CCC). Coaley houdt ook een produce show, dat al sinds 1942 elke eerste zaterdag van September plaats houdt.